# Myrcia rotundata
Myrcia rotundata là một loài thực vật có hoa trong Họ Đào kim nương. Loài này được (Amshoff) McVaugh mô tả khoa học đầu tiên năm 1969.